# 乔瓦尼·托奇
乔瓦尼·托奇（義大利語：Giovanni Tocci，1994年8月31日—），意大利男子跳水运动员。他曾代表意大利参加2016年和2020年夏季奥林匹克运动会跳水比赛，两届比赛均获得男子双人3米跳板第六名。